# Pontinus nigropunctatus
Pontinus nigropunctatus är en fiskart som först beskrevs av Günther, 1868.  Pontinus nigropunctatus ingår i släktet Pontinus och familjen Scorpaenidae. IUCN kategoriserar arten globalt som sårbar. Inga underarter finns listade i Catalogue of Life.